# 生物累積
生物累積（英語：Bioaccumulation）是指生物食用或體表吸收生活環境中的某些化學物質，這些物質沒辦法被代謝，便累積於生物體內，經由食物鏈中各階層消費者的食性關係而累積，越高級消費者的體內其累積濃度越高的現象。

## 原因
- 主要原因
  - 環境汙染：重金屬
  - 空氣汙染：汽機車排放廢氣、工廠排放廢氣、冷氣排放氟氯碳化物所造成空氣汙染
  - 化學物質汙染：如大量使用鎘
  - 水質汙染：任意傾倒有毒物入河川{家庭廢水暫居多}、大海中{輪船所排放的廢氣}
- 次要原因
  - 食物攝取

## 影响
镉（Cadmium）是使用量较多的重金属之一，主要有硫化镉、氯化镉、硫酸镉、氧化镉、碳酸镉等。其中以电镀业的使用较最多。镉通常与锌和铅同时由矿石中开采和提炼。
镉进入水体后会沉积于底泥及生物体内。有些镉化合物的水溶性较佳，有些却对土壤的亲和力极强，此于环境介质中的pH质或其他可键结物质{如腐质酸}的存在有关。
汞（mercury）是属于地球上较稀少的金属之一，其元素态{金属态}为银色液体，且在常温下能升华为气态。
汞的用途相当廣，包含试用于气压计、压力计、温度计、日光灯、整流器、电池、汞触媒、汞消毒剂（红药水）、颜料（如朱砂、辰砂即硫化汞红色颜料）。
汞会经由不同的人为排放源进入环境中，其中则以与燃烧有关的释放源最重要，美国估计全国排入大气中的汞每年约有144公吨，其中有33%是来自于燃煤电力锅炉、19%垃圾焚化炉、18%一般锅炉、10%医疗废弃物焚化炉。
汞一旦进入大气中，可能以气态的形式存在或吸附于悬浮微粒物质，然后再经由沉降作用落至地表。大气中的汞则以金属态居多，且能长程传输，而其停留时间长达两年之久。
铅（Lead）被认为是在人类文明发展历史中最重要的毒物之一，而开始使用。铅在地壳中含量较少，在环境中可以不同的化合物种类存在。纯铅为灰色不溶于水，纯铅具有质地软、可塑性佳、熔点低、抗酸、化性稳定等特性。铅也使用于电子业、医药、陶瓷、玻璃、军事等多方面用途。
在空气中的铅通常吸附于悬浮物质、然后经干或湿沉降落于地面、而通常后者之作用较为明显。小粒径者则有可能被长程传送至人类活动较稀少之地区如南极，因此停留时间较短。
一般人的每日摄取量约为1-5ug，而人体对铅的主要暴露来源上有小孩误食剥落的含铅油漆或受污土壤、粉尘的吸入、特殊职业（电池、玻璃、水晶制造、加油站）。